# Aéroport international Quatro de Fevereiro
L'aéroport international Quatro de Fevereiro (code IATA : LAD • code OACI : FNLU) est un aéroport angolais situé à Luanda, la capitale du pays.

## Histoire
En 2009, 1 800 000 passagers transitent par l'aéroport.
Le gouvernement angolais décide de construire un nouvel aéroport, l'aéroport international d'Angola, pour remplacer cet aéroport. La nouvelle structure ouvrira pour les passagers au cours du premier trimestre 2024.

## Situation
'
| \| 100 km1:5 636 000 \| Cabinda Catumbela Huambo Kuito Luanda Lubango Luéna Ménongue Moçâmedes Ondjiva Saurimo Soyo M'banza · Congo Aéroport international d'Angola |
| 100 km1:5 636 000 |

Carte statique des aéroports de l'Angola.Carte dynamique des aéroports de l'Angola.

## Compagnies aériennes et destinations
En raison de la pandémie de la COVID-19, tous les vols internationaux au départ et à destination de Luanda ont été suspendus le 19 mars 2020. Depuis, quelques compagnies ont repris leurs liaisons internationales. La liste ci-dessous concerne les services actifs avant la suspension.
| Compagnies           | Destinations |
| -------------------- | --- |
| Air France           | Paris-Charles de Gaulle |
| Airlink              | Johannesbourg OR Tambo |
| ASKY Airlines        | Lomé-G. Eyadéma |
| Brussels Airlines    | Bruxelles-National, Kinshasa-N'djili |
| Emirates             | Dubaï |
| Ethiopian Airlines   | Addis-Abeba Bole |
| Fly Angola           | Benguela, Dundo, Saurimo |
| Kenya Airways        | Brazzaville, Nairobi-J. Kenyatta |
| Lufthansa            | Francfort |
| Qatar Airways        | Doha-Hamad |
| TAAG Angola Airlines | - Abidjan-F.-H.-Boigny - Accra-Kotoka - Brazzaville - Cabinda - Catumbela - Dundo - Durban-King Shaka - Harare - Huambo - Johannesbourg OR Tambo - Kinshasa-N'djili - Kuito - Lagos-Murtala Muhammed - Le Cap - Lisbonne-H. Delgado - Lubango - Luéna - Lusaka - Madrid-Barajas - Maputo - Ménongue - Moçâmedes - Ondjiva - Pointe-Noire A. Neto - Sal-A. Cabral - São Paulo/Guarulhos - São Tomé - Saurimo - Soyo - Uige - Windhoek Hosea Kutako En saison: La Havane-José Martí, Porto-F. Sá-Carneiro |
| TAP Air Portugal     | Lisbonne-H. Delgado, Porto-F. Sá-Carneiro |
| Turkish Airlines     | Istanbul, Libreville-Léon Mba |

Édité le 25/03/2020  Actualisé le 25/10/2023